# سايرس فانس
سيروس روبرتس فانس (بالإنجليزية: Cyrus Vance) (27 مارس 1917 -12 يناير 2002) كان محاميا أمريكيا ووزير خارجية للولايات المتحدة في عهد الرئيس جيمي كارتر من 1977 إلى 1980 وقبل ذلك كان وزير الجيش ونائب وزير الدفاع.
ركز فانس في سياسته الخارجية كان على التفاوض بدلا من النزاع وأهتم بشكل خاص في مجال الحد من التسلح. في أبريل من عام 1980 استقال فانس من منصبه احتجاجا على عملية مخلب النسر التي قامت بها الإدارة الأمريكية لإنقاذ الرهائن الاميركيين في إيران آنذاك، وخلفه بالمنصب إدموند موسكي.

## روابط خارجية
- سايرس فانس على موقع IMDb (الإنجليزية)
- سايرس فانس على موقع الموسوعة البريطانية (الإنجليزية)
- سايرس فانس على موقع مونزينجر (الألمانية)
- سايرس فانس على موقع إن إن دي بي (الإنجليزية)